# Episodi di Tradimenti
La prima ed unica stagione della serie televisiva Tradimenti è stata trasmessa sul canale statunitense ABC dal 29 settembre 2013 al 19 gennaio 2014.
In Italia è stata trasmessa in prima visione assoluta su Rai 1 dal 25 luglio al 3 settembre 2014, inizialmente in prima serata per poi essere retrocessa immediatamente in seconda serata a causa dei bassi dati d'ascolto ottenuti.
| nº | Titolo originale                        | Titolo italiano                                 | Prima TV USA      | Prima TV Italia  |
| -- | --------------------------------------- | ----------------------------------------------- | ----------------- | ---------------- |
| 1  | Pilot                                   | Ossessioni                                      | 29 settembre 2013 | 25 luglio 2014   |
| 2  | ...Except When the Bear is Chasing You  | A meno che non ti insegua un orso               | 6 ottobre 2013    | 25 luglio 2014   |
| 3  | If You Want the Fruit...                | Se vuoi un frutto                               | 13 ottobre 2013   | 25 luglio 2014   |
| 4  | ...That is Not What Ships Are Built For | ...Non è per questo che si costruiscono le navi | 20 ottobre 2013   | 30 luglio 2014   |
| 5  | ...Nice Photos                          | Frammenti visivi                                | 27 ottobre 2013   | 30 luglio 2014   |
| 6  | ...The Things That Drive Men Crazy      | Le cose di cui gli uomini non parlano           | 3 novembre 2013   | 6 agosto 2014    |
| 7  | ...We're Not Going to Baileys Harbor    | Non andremo a Baileys Harbor                    | 10 novembre 2013  | 6 agosto 2014    |
| 8  | ...One More Shot                        | Una seconda chance                              | 17 novembre 2013  | 13 agosto 2014   |
| 9  | It's Just You and Me Now...             | Siamo soli, ormai                               | 8 dicembre 2013   | 13 agosto 2014   |
| 10 | ...Number 16                            | Scontrino numero 16                             | 15 dicembre 2013  | 20 agosto 2014   |
| 11 | ...The Karsten Way                      | È così che fanno i Karsten                      | 5 gennaio 2014    | 20 agosto 2014   |
| 12 | Sharper Than a Serpent's Tooth...       | Più tagliente del morso di un serpente          | 12 gennaio 2014   | 27 agosto 2014   |
| 13 | ...A Better Place                       | Un posto migliore                               | 19 gennaio 2014   | 3 settembre 2014 |